# Malahide
Malahide (irisch Mullach Íde) ist ein Seebadeort im County Fingal nordöstlich von Dublin. Man erreicht ihn mit der Bahn in rund 20 Minuten. Auch mit dem Bus und dem Auto ist der Ort von Dublin aus schnell zu erreichen. Malahide liegt am Meer und besitzt einen Hafen. Der Ort hat 18.608 Einwohner (2022).

## Malahide Castle
In Malahide liegt das Malahide Castle, ein Schloss aus dem 11. Jahrhundert. Von 1185 bis 1976 wurde es von der Familie Talbot bewohnt. Diese verkaufte das Schloss an das County Dublin; seitdem kann man es besichtigen. Im Schloss werden regelmäßig Führungen angeboten. Außerdem gibt es auf dem Gelände des Schlosses ein Spielzeugmuseum, die Talbot Botanical Gardens und Spielplätze. Das Schloss ist von einem großen Park umgeben.
Das Hauptquartier der Nordmänner in Fingal befand sich in Malahide, (früher Inver Domnon genannt) mit dem Longphort "Old yellow Walls".

## Bildergalerie

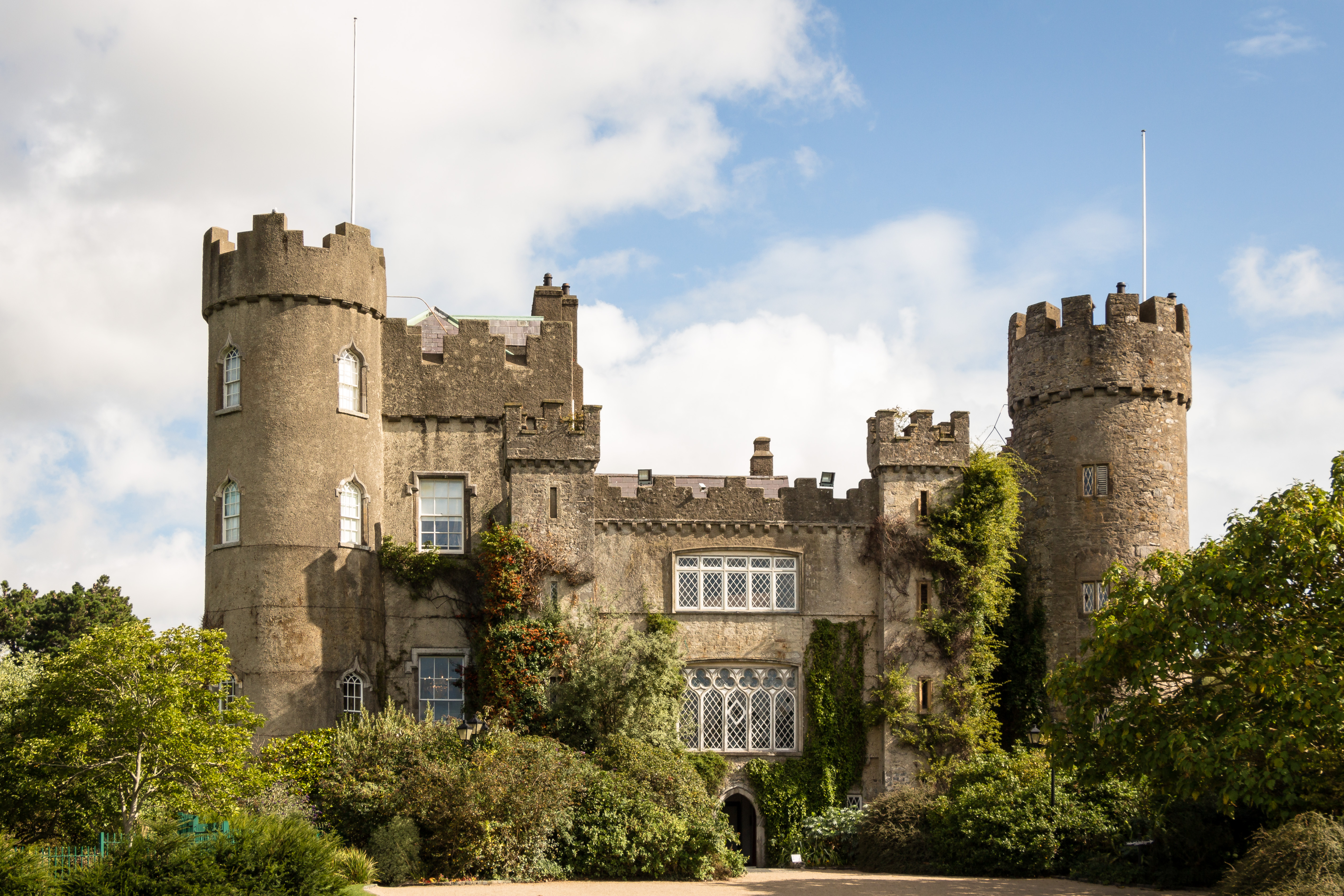
Malahide Castle
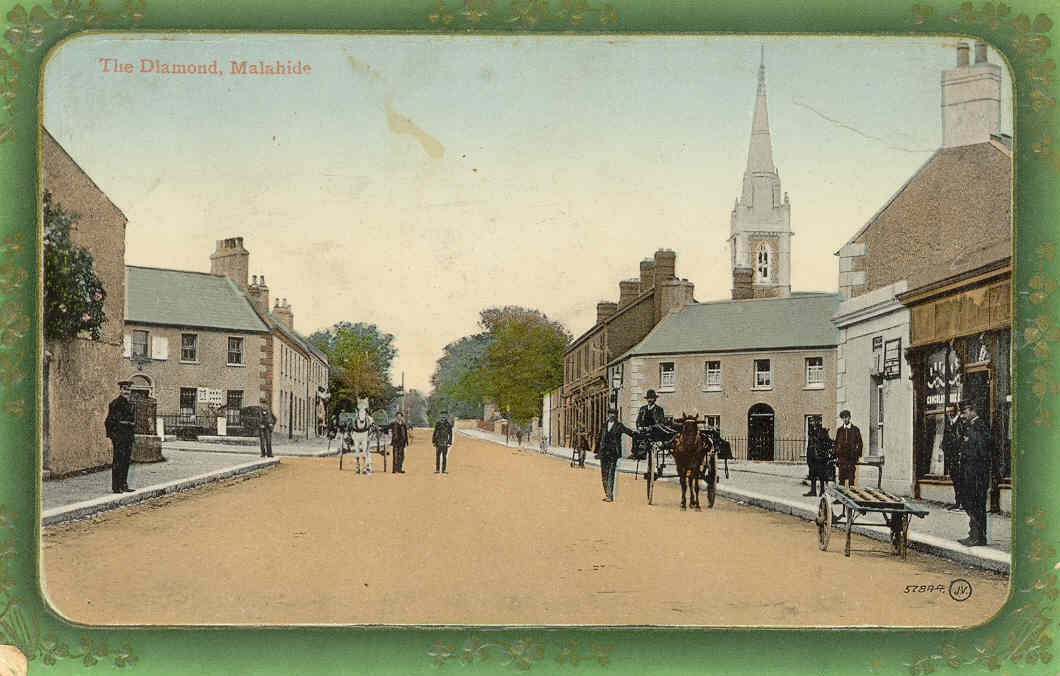
The Diamond, das Zentrum von Malahide zu Beginn des 20. Jahrhunderts
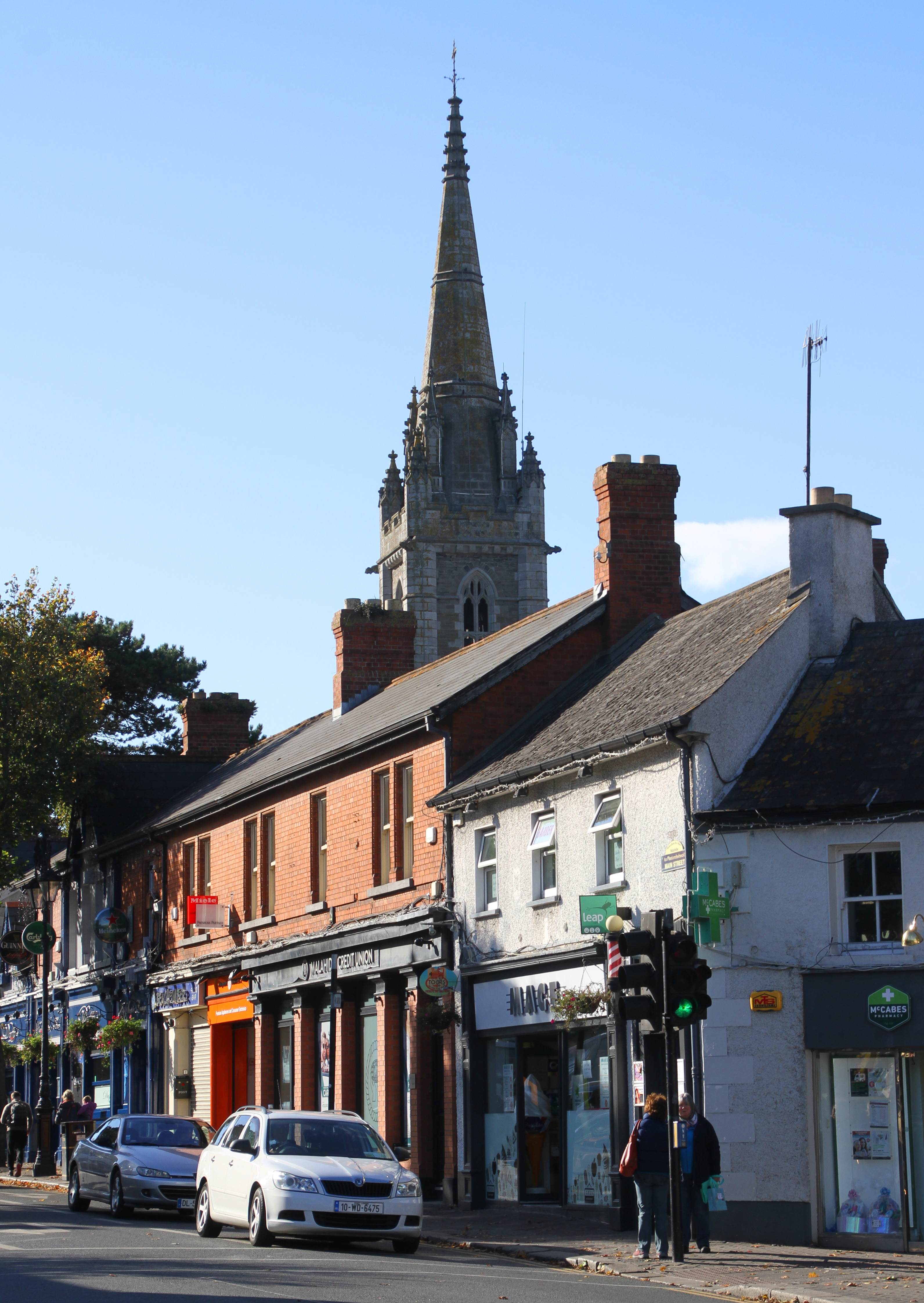
Das Zentrum von Malahide 2017

## Persönlichkeiten
- Darragh O’Brien (* 1974), Politiker
- Cecelia Ahern (* 1981), Schriftstellerin